# Nakamura Toya
Nakamura Toya (中村 桐耶 Nakamura Tōya, sinh ngày 23 tháng 7 năm 2000) là cầu thủ bóng đá người Nhật Bản thi đấu ở vị trí trung vệ cho câu lạc bộ Hokkaido Consadole Sapporo.

## Sự nghiệp thi đấu
Nakamura sinh ngày 23 tháng 7 năm 2000 tại Hokkaido. Anh gia nhập câu lạc bộ tại J1 League Hokkaido Consadole Sapporo từ đội trẻ năm 2018.

## Thống kê sự nghiệp
Cập nhật lần cuối: 27 tháng 2 năm 2019
| Thành tích câu lạc bộ | Thành tích câu lạc bộ      | Thành tích câu lạc bộ | Giải vô địch | Giải vô địch | Cúp                   | Cúp                   | Cúp Liên đoàn | Cúp Liên đoàn | Tổng cộng | Tổng cộng |
| Mùa giải              | Câu lạc bộ                 | Giải vô địch          | Số trận      | Bàn thắng    | Số trận               | Bàn thắng             | Số trận       | Bàn thắng     | Số trận   | Bàn thắng |
| Nhật Bản              | Nhật Bản                   | Nhật Bản              | Giải vô địch | Giải vô địch | Cúp Hoàng đế Nhật Bản | Cúp Hoàng đế Nhật Bản | J. League Cup | J. League Cup | Tổng cộng | Tổng cộng |
| --------------------- | -------------------------- | --------------------- | ------------ | ------------ | --------------------- | --------------------- | ------------- | ------------- | --------- | --------- |
| 2018                  | Hokkaido Consadole Sapporo | J1                    | 0            | 0            | 0                     | 0                     | 3             | 0             | 3         | 0         |
| Tổng cộng sự nghiệp   | Tổng cộng sự nghiệp        | Tổng cộng sự nghiệp   | 0            | 0            | 0                     | 0                     | 3             | 0             | 3         | 0         |